# Darlac község
Darlac község (románul: Comuna Dârlos) község Szeben megyében, Romániában. Központja Darlac, beosztott falvai Hosszúpatak és Küküllőkőrös.

## Fekvése
Szeben megye északkeleti részén helyezkedik el, Medgyestől 6, Nagyszebentől 65 kilométerre a Nagy-Küküllő jobb partján. Szomszédai: keleten Küküllőalmás, nyugaton Medgyes, északnyugaton Balázstelke. Medgyes felől a DJ 142E megyei úton közelíthető meg.

## Népessége
1850-től a népesség alábbiak szerint alakult:
| Lakosok száma | 2282 | 2464 | 2804 | 3029 | 3785 | 4217 | 3140 | 3262 | 2820 | 2615 |
|               | 1850 | 1880 | 1900 | 1920 | 1941 | 1977 | 1992 | 2002 | 2011 | 2021 |

A 2011-es népszámlálás adatai alapján a község népessége 2820 fő volt, melynek 73,05%-a román, 21,1%-a roma, 1,95%-a magyar és 1,06%-a német. Vallási hovatartozás szempontjából a lakosság 66,81%-a ortodox, 16,35%-a görög rítusú római katolikus és 11,56%-a pünkösdista.

## Nevezetességei
A község területéről az alábbi épületek szerepelnek a romániai műemlékek jegyzékében:
- a darlaci evangélikus templom (LMI-kódja SB-II-m-A-12376)
- a küküllőkőrösi erődtemplom (SB-II-a-A-12371)

## Híres emberek
- Darlacon születtek Visarion Roman(wd) (1833–1885) pedagógus, közgazdász, a Román Akadémia levelező tagja, Ilarie Chendi (1871–1913) irodalomkritikus, Ioan Moraru(wd) (1927–1989) orvos, a Román Akadémia tagja, az Orvosok az Atomháború Megelőzéséért társelnöke és Stefan Sienerth(wd) (1954) filológus.